# Fritz Schmenkel
Fritz Schmenkel (né le 14 février 1916 à Warszewo (en), mort le 22 février 1944 à Minsk) est un communiste résistant allemand, enrôle dans la Wehrmacht au moment de la Seconde Guerre mondiale qu'il quitte pour combattre aux côtés des soviétiques biélorusses. Il meurt exécuté par les Allemands.

## Biographie
Fritz Hans Werner Schmenkel est le fils de Paul Krause, maçon. Son père meurt en 1932 dans une violente confrontation avec des membres de la SA ; la propagande communiste après la Seconde Guerre mondiale en fera un opposant communiste au nazisme. Schmenkel grandit principalement avec sa grand-mère paternelle qui l'influence. Après la mort violente de son père, Schmenkel est en grande partie responsable du soutien de sa mère, il travaille d'abord comme ouvrier agricole puis comme cocher sur le domaine de Kückenmühl à Warsow. En octobre 1936, il est enrôlé dans le Reichsarbeitsdienst à Beuthen. Il rencontre alors Erna Schäfer, qu'il épouse en 1937. De ce mariage naissent deux filles et un fils. Début 1938, le jeune couple s'installe à Gühlichen en Silésie, où vivent les beaux-parents de Schmenkel. Le beau-père de Schmenkel étant membre de la SA, les conflits politiques au sein de la famille sont inévitables.
En décembre 1938, Schmenkel est enrôlé dans la Wehrmacht, où il reçoit une formation de tireur. Il déteste l'uniforme et son manque de discipline lui vaut plusieurs arrestations. Après plusieurs désertions, la dernière en octobre 1939, Schmenkel est arrêté et condamné par une cour martiale en 1940 à 18 mois d'emprisonnement, qu'il purge dans la prison de la Wehrmacht de Torgau et dans le camp de Cobnik. En juillet 1941, peu de temps après l'invasion allemande de l'Union soviétique, Schmenkel se porte volontaire pour le front de l'Est, apparemment avec l'intention de faire défection lorsqu'il serait déployé sur le front. En novembre 1941, quelques semaines seulement après son transfert au front en tant que membre du 1er régiment d'artillerie, 186e division d'infanterie, il déserte et s'enfuit dans les forêts de Smolensk.
Il réussit à contacter une unité partisane. Après une première méfiance, de longs interrogatoires et un serment (« Moi, citoyen allemand et fils de communiste, je jure que je ne déposerai pas mon arme tant que le sol russe et ma patrie ne seront pas libérés de la vermine fasciste. », à partir de février 1942, il commence à participer régulièrement à des opérations partisanes, principalement en tant qu'officier de reconnaissance. Au départ, il n'a pas sa propre arme et est accompagné de gardes soviétiques. Les partisans ne lui font confiance que lorsqu'il arrache l'arme à l'un d'eux après qu'il fut blessé et l'utilise pour découvrir une embuscade dont il était au courant en tirant sur des soldats allemands, permettant ainsi aux partisans de gagner, il gagne alors le surnom d'Ivan Ivanovich[réf. souhaitée]. Schmenkel utilise à plusieurs reprises son uniforme allemand pour permettre des attaques sur des postes allemands ou pour surprendre des véhicules individuels et leurs occupants.
Sa tête est pourtant d'abord mise à prix par les nazis et aussi par les soviétiques. Cependant ces derniers se ravisent. Le commandement soviétique décide qu'il vaut mieux utiliser les compétences uniques de Schmenkel dans des opérations de sabotage majeures, plutôt que dans des activités partisanes. Au printemps 1943, il reçoit du Soviet suprême de l'Union soviétique l'ordre du Drapeau rouge pour ses activités partisanes actives. En juin 1943, il est convoqué au détachement de reconnaissance du front occidental. Après une formation, Fritz est nommé commandant adjoint de l'unité de sabotage "Champ", qui opère dans l'ouest de la Biélorussie[réf. souhaitée].
Après avoir traversé les lignes de front comme éclaireur fin décembre 1943, il est pris en embuscade et arrêté car, malgré son uniforme soviétique, il se fait remarquer par sa mauvaise maîtrise du russe. Le 15 février 1944, il est condamné à mort par une cour martiale allemande à Minsk et fusillé par un peloton d'exécution une semaine plus tard, le 22 février 1944.

## Commémoration
Après la fin de la guerre, la famille de Schmenkel s'installe à Plauen, en Saxe, la veuve travaille dans une filature de coton. Le fils de Schmenkel, Hans, travaille au ministère de la Sécurité d'État après son service militaire.
En 1961, les autorités de sécurité soviétiques découvrent le cas d'une unité de police allemande brisée par les soldats de Schmenkel et, surpris qu'un Allemand fût à la tête d'une unité partisane, enquêtent sur sa personne. Fritz Schmenkel reçoit à titre posthume le titre de héros de l'Union soviétique en 1964, alors que la RDA le méprisait comme elle méprise le transfuge, en l'occurrence vers l'Allemagne de l'Ouest. Un grand nombre de rues, d'écoles et d'autres institutions est-allemandes portent son nom. Le Jagdfliegergeschwader 1 (JG-1) (de) de l'Armée de l'air porte également son nom jusqu'à sa dissolution en 1990.
En 1977, la DEFA produit le film Ich will euch sehen sur l'héroïsme silencieux de l'antifasciste Schmenkel, incarné par Walter Plathe.
Après la réunification, le nom Fritz Schmenkel disparaît de nombreux endroits. Par exemple, Fritz-Schmenkel-Strasse à Berlin-Karlshorst est rebaptisée Rheinsteinstrasse. Dans cette rue se trouve le bâtiment de l'actuel musée germano-russe, dans lequel la reddition inconditionnelle de la Wehrmacht fut signée le 8 mai 1945.